# تودینگتون، بدفوردشر
تودینگتون (به انگلیسی: Toddington) یک روستا و محله مدنی در بریتانیا است که در Central Bedfordshire واقع شده‌است. تودینگتون ۴٬۵۹۰ نفر جمعیت دارد.